# گمینا شافلاره
گمینا شافلاره (به لهستانی:  Gmina Szaflary) یک گمینا در لهستان است که در شهرستان نوو تارگ واقع شده‌است. گمینا شافلاره ۵۴٫۳۱ کیلومتر مربع مساحت و ۱۰٬۲۲۷ نفر جمعیت دارد.